# Uleastrum palmicola
Uleastrum palmicola är en bladmossart som beskrevs av Richard Henry Zander 1993. Uleastrum palmicola ingår i släktet Uleastrum och familjen Orthotrichaceae. Inga underarter finns listade i Catalogue of Life.